# Aleksandr Nevski (pel·lícula)
Aleksandr Nevski (rus: Александр Невский) és una pel·lícula històrica dramàtica, dirigida el 1938 per Sergei Eisenstein, amb associació de Dmitri Vasiliev i amb col·laboració de Piotr Pavlenko en la redacció del guió, qui s'assegurà que Eisenstein no caigués en el formalisme i per facilitar-li que rodés en un temps raonable. Va ser produït per Goskino, mitjançant la unitat de producció de Mosfilm, amb Nikolai Txerkàssov en el personatge principal i amb una banda sonora escrita per Serguei Prokófiev. Alexandr Nevski va ser la pel·lícula sonora més popular d'Eisenstein. El 1941, Eisenstein, Pavlenko, Txerkàssov i Abrikosov van rebre el Premi Stalin per la pel·lícula.

## Argument
La pel·lícula descriu l'intent d'invasió de Nóvgorod durant el segle xiii pels cavallers teutònics del Sacre Imperi Romanogermànic i la seva derrota davant el poble rus, encapçalats pel Príncep Alexandr, conegut popularment com a Alexandre Nevski. Comença quan els cavallers envaeixen i conquereixen la ciutat de Pskov amb l'ajut del traïdor Tverdilo i massacren la seva població. Tot i la resistència dels boiars i dels mercaders de Novgorod, Nevski fa una crida a la gent del poble de Nóvgorod, guanyant als alemanys en la decisiva batalla del gel, combatuda sobre la superfície glaçada del llac Peipus.

## Repartiment
- Nikolai Txerkàssov com a Príncep Alexandre Nevski
- Nikolai Okhlopkov com a Vasili Buslaev
- Andrei Abrikosov com a Gavrilo Oleksitx
- Dmitri Orlov com a Ignat, el mestre armer
- Vasili Novikov com a Pavxa, voivoda de Pskov
- Nikolai Arski com a Domax Tverdislavitx, boiar de Nóvgorod
- Varvara Massalitinova com a Amelfa Timoferevna, mare de Buslay
- Vera Ivaxova com a Olga Danilovna, noia de Nóvgorod
- Aleksandra Danilova com a Vasilisa, una noia de Pskov
- Vladimir Ierxov com a Hermann von Balk, el Gran Mestre de l'Orde Teutònic
- Sergei Blinnikov com a Tverdilo, el traïdor de Pskov
- Ivan Lagutin com a Anani, un monjo
- Lev Fenin com a Arquebisbe
- Naum Rogojin com a Monjo Negre

## Subtext polític

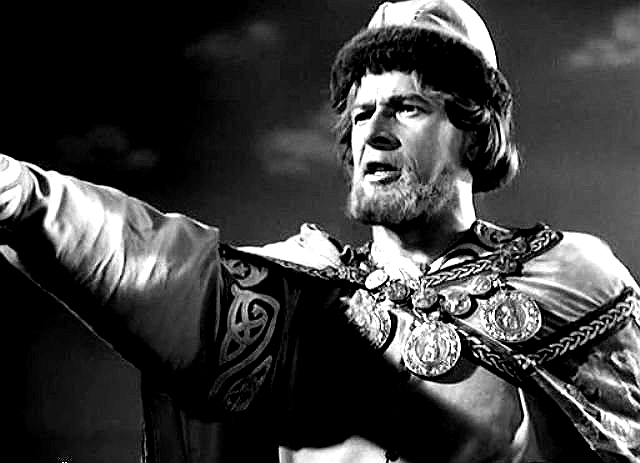
Nikolai Txerkàssov com el Príncep Alexandre Nevski.

Alexandr Nevski va ser rodada durant era estalinista, en un moment en què la Unió Soviètica estava atenta als moviments de l'Alemanya Nazi. La pel·lícula conté al·legories òbvies que mostren la situació política entre tots dos països en el moment en què va ser realitzada: alguns tipus dels cascs que porten els soldats teutònics semblen versions exagerades dels cascs de l'exèrcit alemany del segle xx, emfatitzats amb urpes d'àliga, i cobrint tot el rostre excepte un forat pels ulls. En el primer esborrany del guió, fins i tot apareixien esvàstiques als cascs dels invasors. La pel·lícula mostra a Alexandr com un heroi popular, i el mostra deixant de costat un combat amb els mongols, els seus vells enemics, per tal de fer front a un enemic més perillós.
La pel·lícula també és altament anticlerical i anticatòlica. Un dels punts on més s'aprecia això és que la mitra del bisbe està adornada amb esvàstiques, mentre que la religió té un paper menor en el costat rus, encara que la catedral de Sant Nicolau de Nóvgorod apareix gairebé sempre, i els seus clergues surten amb les icones en el retorn victoriós de Nevski a la ciutat després de la batalla.
La pel·lícula s'acabà pocs mesos abans que Stalin signés el Pacte Mólotov-Ribbentrop, que comportava una no-agressió entre Alemanya i la Unió Soviètica. Per tant, va ser retirada de la distribució poques setmanes de la seva estrena, tot i que estava tenint molt d'èxit, i no s'arribà a exportar. Va ser la primera pel·lícula acabada per Eisenstein en 10 anys. Però la situació canvià radicalment el 1941 després que els alemanys envaïssin la Unió Soviètica, i la pel·lícula tornà ràpidament a les pantalles soviètiques i occidentals.

## Estil

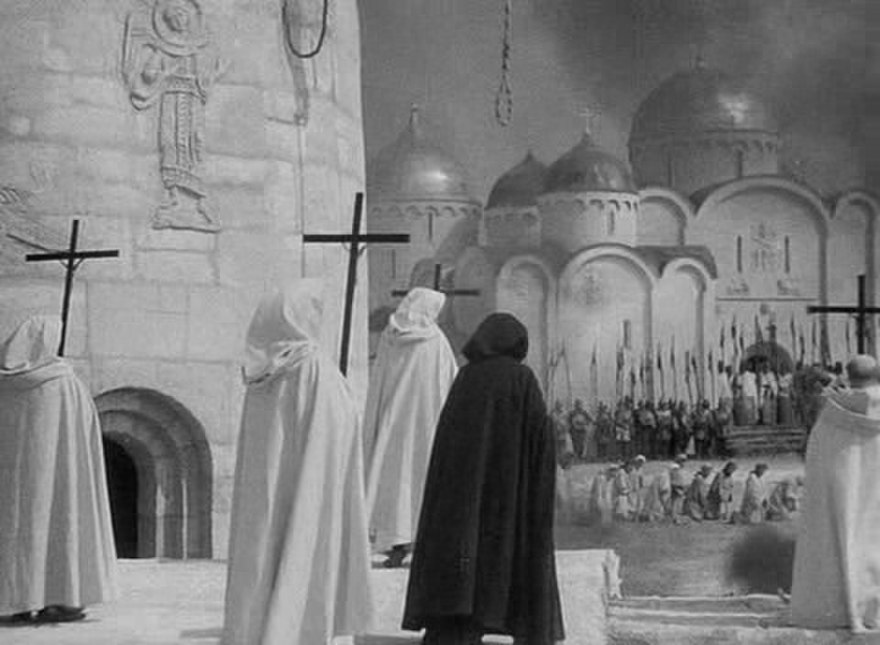
Els cavallers teutònics a Pskov

Alexandr Nevski té una estructura narrativa menys experimental que les anteriors pel·lícules d'Eisenstein: narra una història amb un únic arc narratiu i se centra en un personatge principal. Els efectes especials i la fotografia estaven entre els més avançats a la seva època.
Va ser el primer film dramàtic d'Eisenstein que usà so (l'anterior, El Prat de Bejin, també emprava el so, però la producció va ser suspesa i la major part de les escenes acabades van ser destruïdes). La banda sonora de la pel·lícula va ser composta per Serguei Prokófiev, qui posteriorment la transformaria en una cantata. Prokófiev va veure el primer muntatge de la pel·lícula per compondre una partitura inimitable. La forta i tècnicament innovadora col·laboració entre Eisensestein i Prokófiev en el procés d'edició resultà en una combinació entre música i imatges que quedà com a model pels cineastes.
El clímax de la pel·lícula és la batalla del gel, de mitja hora de durada, propulsada per una narrativa musical creixent i triomfant, quedant com una seqüència que serví com a model per a les batalles èpiques al cinema des de llavors (com per exemple en pel·lícules tan diferents com Espàrtac o L'Imperi Contraataca). Valery Gergiev, el director principal de l'Orquestra Simfònica de Londres, afirmà que la música de Prokófiev per a aquesta pel·lícula és la millor mai composta per al cinema,

## Nova edició de la pel·lícula
El 1995 es publicà una nova edició de la pel·lícula, per la qual la banda sonora de Prokófiev tornà a ser enterament enregistrada en alta fidelitat digital per Iuri Temirkanov, dirigint l'Orquestra Simfònica de Sant Petersburg i el Cor, encara que les porcions de diàleg de la banda sonora van restar sense canvi. Malauradament, aquesta nova edició no està disponible en format DVD.

## Alexandr Nevskia la cultura popular
Moltes pel·lícules tenen escenes molt influenciades per la Batalla del Llac Peipus, incloent Doctor Givago (1965). Un cervell de mil milions de dòlars (1967), Mulan (1998) o King Arthur (2004).
A la novel·la de Tom Clancy Red Storm Rising, dos agents d'intel·ligència americans l'estan veient (piratejant el senyal del satèl·lit televisiu soviètic) a l'albada de la III Guerra Mundial.
A la pel·lícula Red Dawn (1984), quan els protagonistes tornen a la seva ciutat, ara ocupada per l'exèrcit soviètic, Alexandr Nevski és l'única pel·lícula que es projecta al cinema local.
Com que no hi ha retrats d'Alexandre Nevski, es va emprar la imatge de l'actor Nikolai Txerkàssov, caracteritzat d'Alexander Nevski pel medalló de l'Orde d'Alexandre Nevski quan aquesta es va instituir el 1942.